# Love Me in Black
Albums de Doro Pesch
Machine II Machine
(1995) Calling the Wild
(2000)
Love Me in Black est le sixième album studio de la chanteuse allemande Doro Pesch. Le nouveau label de Doro, WEA, décida de ne publier l'album qu'en Europe. L'album se classa à la 38e position en Allemagne.
La maison de disques WEA laissa à l'artiste une grande liberté pour réaliser son nouvel album, un travail sur trois années divisant deux équipes de production. La première équipe compose les producteurs et musiciens américains Jimmy Harry et Fred Maher; la seconde se compose de Die Krupps, Jürgen Engler et Chris Lietz, qui avaient déjà travaillé avec Doro auparavant sur l'album Machine II Machine en 1995 et sur un E.P composé de remix.

## Liste des titres
| No  | Titre                                    | Auteur                                                   | Durée |
| --- | ---------------------------------------- | -------------------------------------------------------- | ----- |
| 1.  | Do You Like It?                          | Doro Pesch, Jimmy Harry                                  | 3:05  |
| 2.  | Brutal and Effective                     | Doro Pesch, Jimmy Harry                                  | 3:11  |
| 3.  | Love Me in Black                         | Doro Pesch, Jimmy Harry                                  | 4:48  |
| 4.  | Pain                                     | Doro Pesch, Chris Lietz, Jürgen Engler                   | 4:19  |
| 5.  | Tausend Mal Gelebt                       | Doro Pesch, Gary Scruggs                                 | 4:35  |
| 6.  | Terrorvision                             | Doro Pesch, Jimmy Harry                                  | 2:27  |
| 7.  | I Don't Care                             | Doro Pesch, Chris Lietz, Jürgen Engler                   | 3:42  |
| 8.  | Kiss Me Good-Bye                         | Andreas Bruhn                                            | 4:52  |
| 9.  | I Want You Back                          | Doro Pesch, Chris Lietz, Jürgen Engler                   | 4:48  |
| 10. | Long Way Home                            | Doro Pesch, René Maué                                    | 5:04  |
| 11. | Barracuda (reprise du groupe Heart)      | Ann Wilson, Nancy Wilson, Roger Fisher, Michael Derosier | 3:11  |
| 12. | Poison Arrow                             | Doro Pesch, Chris Lietz, Jürgen Engler                   | 3:56  |
| 13. | Prisoner of Love                         | Doro Pesch, Jimmy Harry                                  | 4:26  |
| 14. | Like an Angel                            | Gary Scruggs                                             | 4:15  |
| 15. | Dedication (limited edition bonus track) | Doro Pesch, Chris Lietz, Jürgen Engler                   | 3:54  |

## Crédits
- Doro Pesch - chants

### Pistes 1, 2, 3, 6, 8, 11, 13, 14
- Jimmy Harry - guitares, basse, claviers, producteur, mixage (sauf piste 8), ingénieur du son
- Fred Maher - producteur (sauf piste 13), ingénieur du son
- Damon Weber - batterie
- Nick Douglas, Andrew Goodsight - basse
- Lloyd Puckitt, John Parthum - ingénieur du son (piste 3)
- Chris Lord-Alge - mixage (piste 8)

### Pistes 4, 5, 7, 9, 10
- Jürgen Engler - guitares, claviers, basse, producteur
- Chris Lietz - programmation de la batterie, claviers, producteur, ingénieur du son
- Jimmy Bralower, Jeff Bova - production additionnel (piste 10)